# Green Awards
Die Green Awards (vormals bekannt als Clean Tech Media Award und GreenTec Awards und seit 2019 als GreenTech Festival) ist ein international renommierter Umweltpreis, welcher 2008 von dem Berliner Beratungsunternehmen VKP engineering GmbH (den Unternehmern Marco Voigt und Sven Krüger) als „Clean Tech Media Award“ initiiert wurde. Er zeichnet Projekte, Produkte und Menschen aus, die zum Schutz der Umwelt beitragen. Seit ihrer Gründung haben sich die Green Awards zum weltweit bedeutendsten Umweltpreis entwickelt. Gemeinsam mit vielen Partnern von Politik, Wirtschaft und Gesellschaft aus dem In- und Ausland bieten sie kleinen und großen Unternehmen, NGOs sowie Verbänden, Prominenten und Privatpersonen, kurzum allen Aktiven für den Umweltschutz die internationale Bühne zur Präsentation ihrer laufenden Projekte. In mehreren unterschiedlichen Kategorien werden Projekte ausgezeichnet, die sich für Umwelt- und Ressourcenschutz engagieren und das Thema Green Lifestyle alltagstauglich machen.

## Geschichte des Wettbewerbs
| Jahr (von-bis) | Abkürzung                          | Nr./Bezeichnung                |
| -------------- | ---------------------------------- | ------------------------------ |
| 2008–2012      | CTMA                               | 1.–5. „Clean Tech Media Award“ |
| 2013–2018      | GTA                                | 6.–11. „GreenTec Awards“       |
| seit 2019      | GTF                                | 1. „GreenTech Festival“        |
| GTE            | 1. „GreenTech Exhibition“          |                                |
| GLC            | 1. „Green Leaders Conference“      |                                |
| GA             | 12. „Green Awards“-Preisverleihung |                                |

### 2008–2012 „Clean Tech Media Award“
Der als „Clean Tech Media Award“ (CTMA) ins Leben gerufene Wettbewerb startete 2008, am 21. August mit der Vergabeveranstaltung des 1.Umweltpreises in 3 Kategorien („Technologie“, „Nachhaltigkeit“ und „Kultur und Medien“). Der Preis sollte in Zukunft jährlich vergeben werden und das herausragende Umweltengagement von deutschen Unternehmen und Prominenten würdigen und somit zu einem Qualitätssiegel für Umweltengagement werden.

### 2013–2018 „GreenTec Awards“
2013 wurde der bisherige „Clean Tech Media Award“ (CTMA) in „GreenTec Awards“ (GTA) umbenannt, um die internationale Ausrichtung zu reflektieren, mehr Publikum zu erreichen und auch ausländischen Teilnehmern und Partner die Teilnahme zu ermöglichen. 2014 eröffneten die Festveranstaltung zur Vergabe der GTA auch das erste Mal die IFAT in München, die aller 2 Jahre stattfindende weltweit größte Messe für Umwelttechnologien und wiederholte dies 2016 und 2018.

### Seit 2019 „Green Awards“
2019 fusionierten die GTA mit dem britischen Green Awards und finden nun als „GreenTech Festival“ (GTF) statt.
Begründung: Seit einigen Jahren fand innerhalb der Gesellschaft eine Transformationen zu ressourcenschonender Mobilität, nachhaltigem Konsum und einem zukunftsfähigeren Lebensstil statt, dies führten auch zu einem Wandel in der Wahrnehmung des GTA. Um das nachhaltige Handeln voranzubringen und im wirklichen Leben umzusetzen, wurde das Greentech Festival als konsequente Weiterentwicklung der GreenTec Awards ins Leben gerufen. Die Idee dahinter innovativen Umwelt-Projekten, die für die Weiterentwicklung in Richtung Natur-, Umwelt- und Ressourcenschutz stehen, den entsprechenden Rahmen in der Öffentlichkeit zu bieten. So entstand die im Oktober 2018 die Idee der Unternehmer Marco Voigt und Sven Krüger zusammen mit dem ehemaligen Formel-1-Piloten Nico Rosberg für die Veranstaltung eines Festivals um ein noch größeres internationaleres Publikum für grüne Umwelttechnologien zu gewinnen. (siehe Veranstaltungen: 1. Greentech Festival vom 23. bis 25. Mai 2019 in Berlin-Tempelhof)
Unter dem neuen Motto „Celebrate Change“ vereinigt nun das „GreenTech Festival“ eine Ausstellung, eine Konferenz und die eigentliche Green Awards-Preisverleihung um Menschen aus aller Welt für die grünen Zukunftstechnologien und einen nachhaltigen Lifestyle zu begeistern. Das Festival fand erstmals vom 23. bis 25. Mai 2019 auf dem ehemaligen Flughafengelände Berlin-Tempelhof statt. Als erstes Umwelt-Festival dieser Art vereint es die bislang größte Ausstellung grüner Technologien, die GreenTech Exhibition mit der Green Leaders Conference sowie die Verleihung der Green Awards.

## Wettbewerb
Der Wettbewerb der GreenTec Awards wird vom TÜV Nord (seit 2013 Partner des Wettbewerbs) überwacht, um Fairness und Transparenz bei der Auswahl der Preisträger zu gewährleisten. Der Vergabeprozess erhielt vom TÜV Nord das Zertifikat "Zertifizierter Wettbewerbsprozess".

### Auswahl und Vergabe
Mit einer mehr als 70-köpfige Jury mit unabhängigen Vertretern aus Wirtschaft, Medien und Wissenschaft werden zwei der drei Finalisten pro Kategorie ausgewählt und nominiert. Der dritte Finalist wird über eine öffentliche Online-Abstimmung ermittelt. Danach werden in einer Jurysitzung die Top-3-Projekte vorgestellt und diskutiert und die Gewinner in einer geheimen Abstimmung gewählt. Die Preisverleihung findet dann im Rahmen einer Galaveranstaltung im Mai statt (siehe Veranstaltungen).

### Jury und Schirmherrschaft

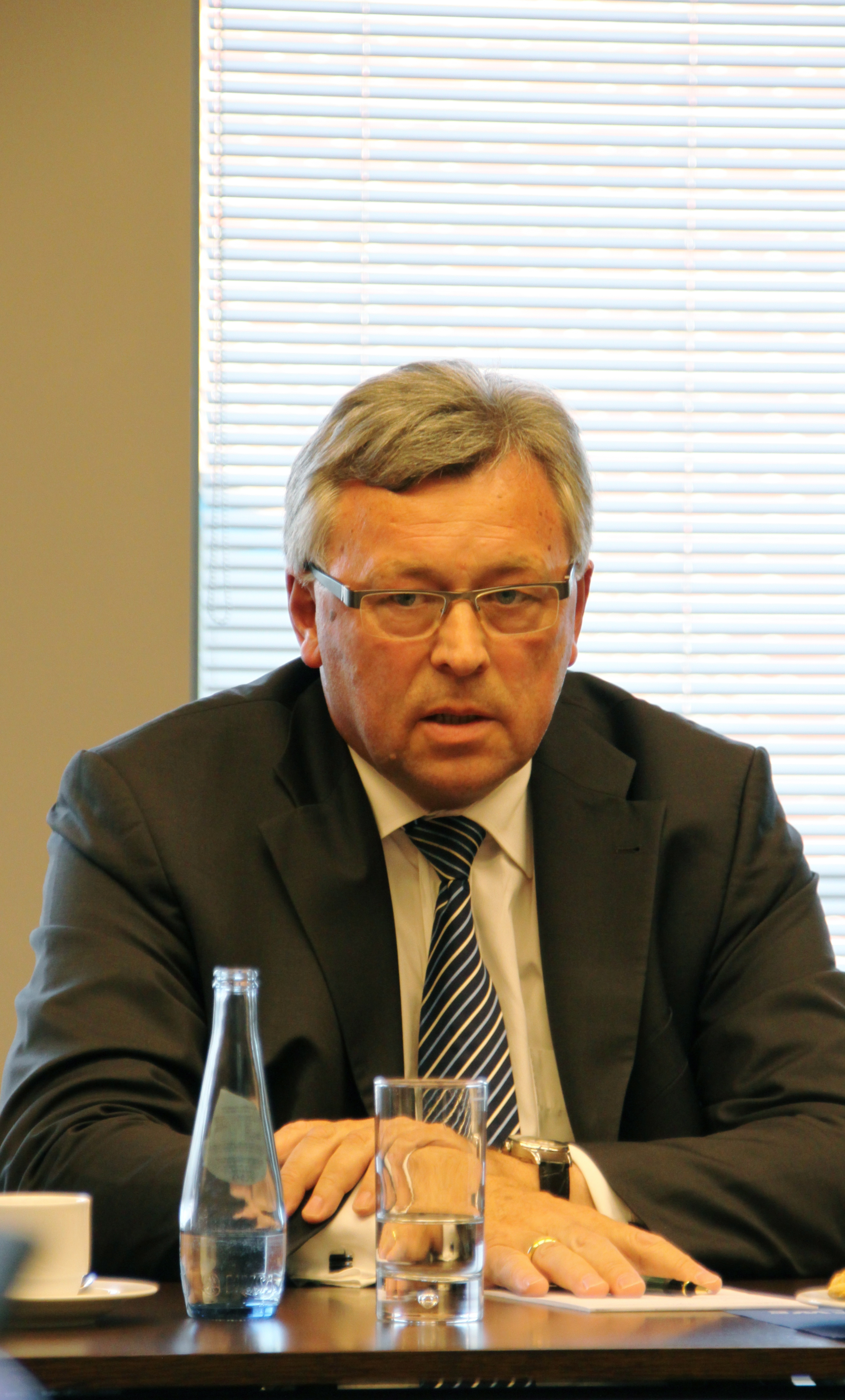
Werner Brinker
Schirmherr und Juror bei CTMA

Über die Jahre hat die Schirmherrschaft für den Wettbewerb gewechselt, dies waren:
- 2008–2011: Werner Brinker, ehemaliger Vorstandsvorsitzender EWE AG
- 2012: Peter Ramsauer (MdB, ehemaliger Bundesminister für Verkehr, Bau und Stadtentwicklung)
- 2013–2016: Peter Altmaier (ehemaliger Bundesumweltminister)
- 2017: Nena
- 2018/2019: Andreas Scheuer (Bundesverkehrsminister)

Die Jury war von Beginn an (CTMA) mit hochkarätigen Vertretern aus Politik und Wirtschaft besetzt, sie hat über die Weiterentwicklung des Wettbewerbs mehrfach gewechselt und ist stetig gewachsen. Mit der wachsenden Medienpräsenz und der Etablierung des Wettbewerbs wuchs auch das Interesse der Jurymitglieder am Entstehen einer sachkundigen Auswahl. So besteht die Jury z. Zt. aus über 70 wechselnden Vertretern aus der Wirtschaft, den Wissenschaften, der Politik und den Medien.

### Kategorien
Die Anzahl der Kategorien sind über die Jahre des Wettbewerbs stark gestiegen, waren es am Anfang 2008 nur überschaubare 3 Kategorien, so sind es heute über 10. Dies hatte auch eine weitaus breiter aufgestellte Jury zur Folge, welche die eingereichten Bewerber beurteilen konnten. Auch die wachsende Breite des Thema reflektiert sich in den immer weiter gestreuten Kategorien, um auch alle Bewerber entsprechend ihren Projekten würdigen zu können. Darüber hinaus verliehen die Veranstalter Sonderpreise für herausragende Leistungen und den „Green Music Award“ für herausragend engagierte Künstler in der Musikindustrie (siehe Preisträger).

### Veranstaltungen
- 2008: Vergabe des „Clean Tech Media Award“ am 21. August in Vertretung des Landes Brandenburg beim Bund
  - mit Auftritt Clark Datchler, ehemaliger Sänger der Band Johnny Hates Jazz
  - Partner des Wettbewerbs waren: das Land Brandenburg, die Universität Oldenburg, die Daimler AG, die Messe Berlin und die Berliner Verkehrsbetriebe

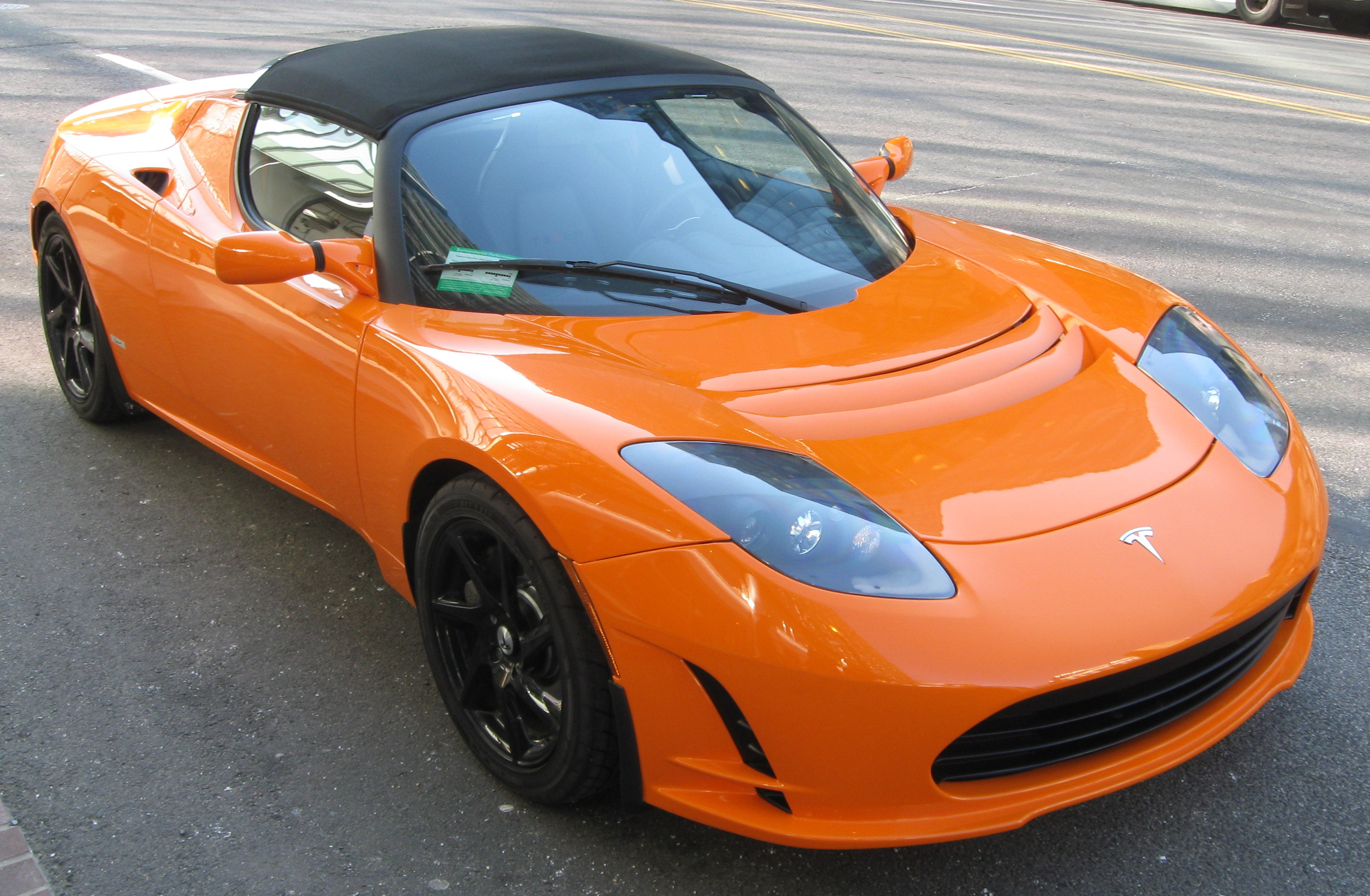
Gast beim 2.CTMA
Tesla Roadster(2008)

- 2009: Vergabe des „Clean Tech Media Award“ am 10. September im Berliner “ewerk”[11]
  - mit Ausstellung des eRUF Greenster und Tesla Roadster
  - Prominente Gäste waren u. a.: Nova Meierhenrich, Britta Steffen, Hannes Jaenicke, Marion Kracht
- 2010: Vergabe und Ausstellung zum „Clean Tech Media Award“ am 16. September auf dem Flughafen Tempelhof[12]
  - Prominente Gäste waren u. a.: Fotografin GABO, Nina Eichinger, Horst Janson, Udo Walz, Natalia Wörner
  - mit Music Acts von „Urban Delights“ (mit Harry K und Malte Hagemeister) und von Ben Ivory
  - Award-Ausstellung im Hangar 4 mit Präsentation des neuen Elmoto E-Bike

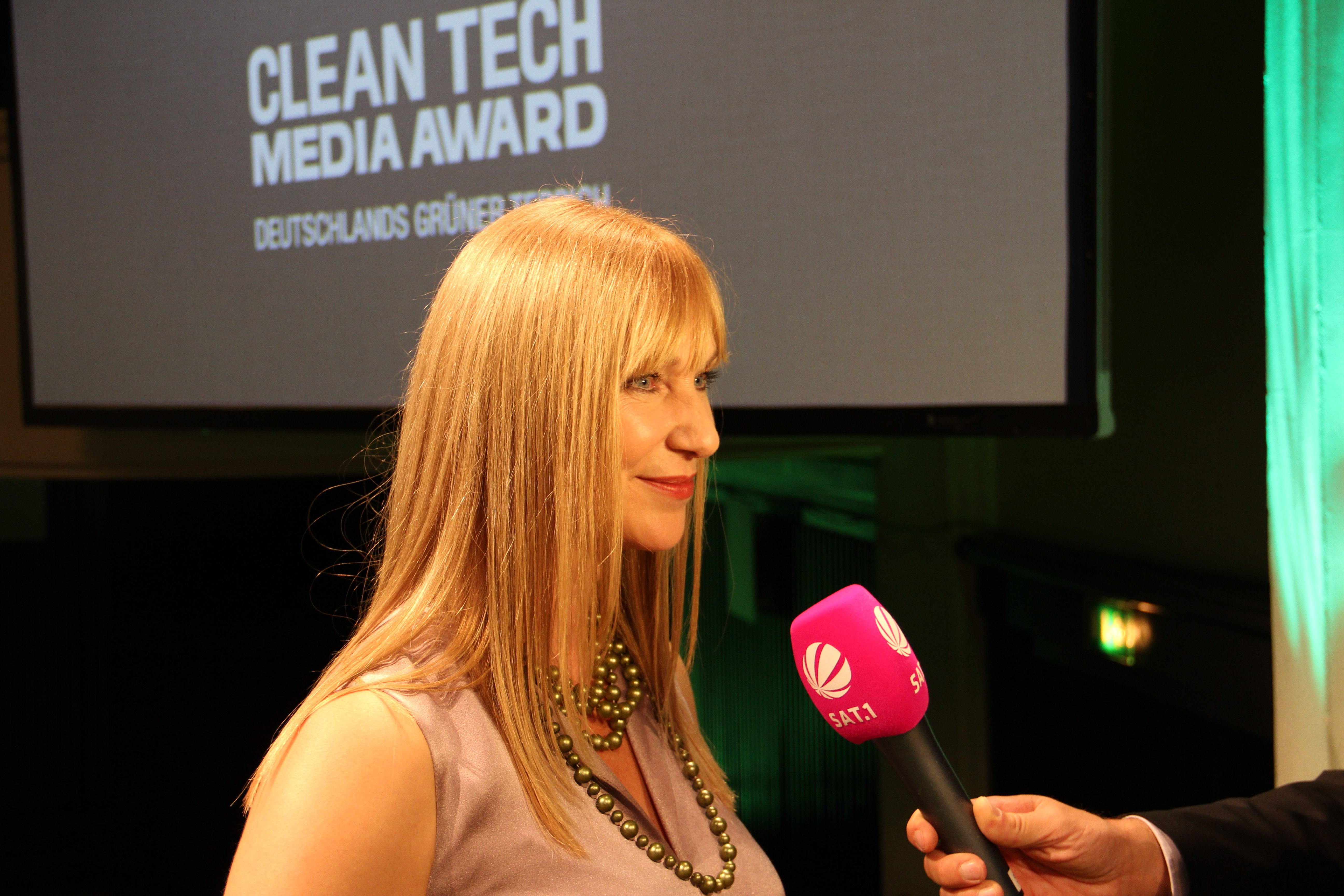
Sabine Kaack
Jurorin des CTMA 2011

- 2011: Festveranstaltung zur Vergabe des „Clean Tech Media Award“ am 17. September im Curiohaus in Hamburg[13] mit Moderator Ingo Nommsen
  - Prominente Gäste waren u. a.: Sabine Kaack, Bob Geldof, Jana Pallaske, Ralf Bauer, ...
  - mit Music Acts von Marius Müller-Westernhagen und der britischen Gruppe Johnny Hates Jazz
- 2012: Festveranstaltung zur Vergabe des „Clean Tech Media Award“ am 7. September im Berliner Tempodrom[14] mit Moderatoren Ruth Moschner und Jan Hahn
  - Prominente Gäste waren u. a.: Sabine Christiansen, Hannes Jaenicke, Nina Eichinger, Kai Wiesinger, Mariella Ahrens
  - mit Music Acts von Glasperlenspiel, Sandra und Morten Harket von a-ha
- 2013: Preisverleihung am 30. August in der Hauptstadtrepräsentanz der Deutschen Telekom Berlin[15] mit Moderator Stefan Gödde
  - Prominente Gäste waren u. a.: Sabine Christiansen, Christoph Metzelder, Ursula Karven, Aiman Abdallah, Nina Eichinger
  - mit Music Acts der Band Martin and James und Sänger Fran Healy von Travis

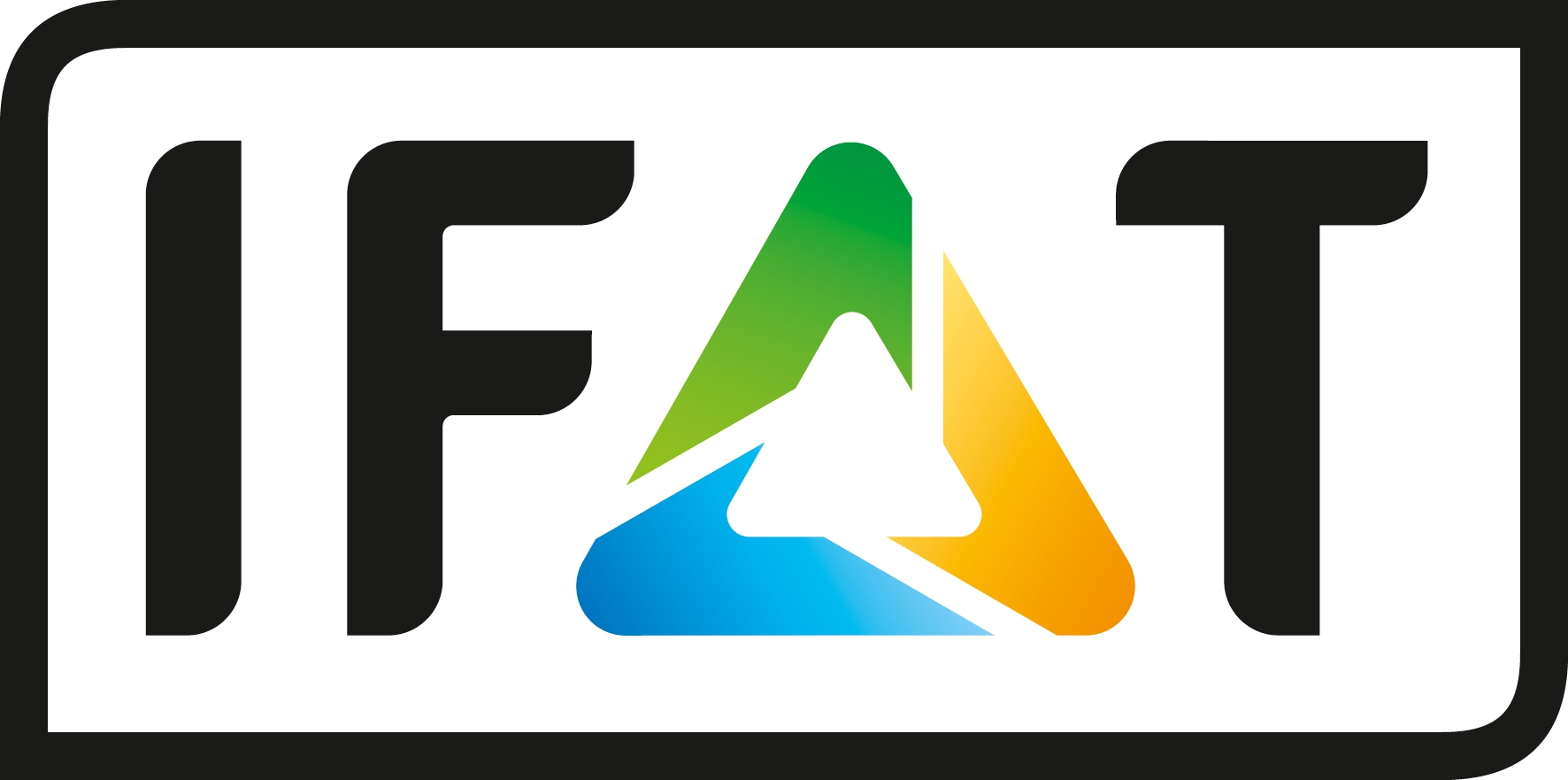
Logo der IFAT München

- 2014: Preisverleihung des GTA am 4. Mai 2014 im Internationalen Congress Center in München[16] als Auftakt der IFAT 2014[17] mit Moderatoren Nina Eichinger und Matthias Killing
  - Prominente Gäste waren u. a.: David Mayer de Rothschild, Franziska Knuppe, Janine Steeger, Anastasia Zampounidis, Mehmet Kurtulus, Funda Vanroy, Christoph Metzelder, ...
  - mit Music Acts von Rea Garvey
- 2015: Preisverleihung des GTA am 29. Mai 2015 im Tempodrom Berin[18] moderiert von Annemarie Carpendale und Matthias Killing
  - Prominente Gäste waren u. a.: The BossHoss, Nazan Eckes, Wladimir Klitschko, Franziska Knuppe, David Mayer de Rothschild, Christine Neubauer, Désirée Nosbusch, Peter Imhof, ...
  - mit Music Acts von Fahrenhaidt, Glasperlenspiel und LAING
- 2016: Preisverleihung der GTA am 29. Mai im Münchner ICM zur Eröffnung der IFAT[19]
  - Prominente Gäste waren u. a.: Nina Eichinger, Désirée Nosbusch, Franziska Knuppe, Marie Nasemann, Annika Gassner, Nina Ruge, Larissa Marolt, Sarah Nowak, David Mayer de Rothschild, Christopher von Deylen
  - mit Music Acts von Revolverheld und Jamie-Lee Kriewitz
- 2017: Preisverleihung der GTA am 12. Mai im Berliner “ewerk”[20] wurde von Klaus Dittrich eröffnet und von Annemarie Carpendale und Matthias Killing moderiert
  - mit Green Fashion Live-Walk der acht Anwärterinnen der Germany’s Next Topmodel-Staffel
  - mit Music Acts von Frida Gold und Johnny Hates Jazz
  - Prominente Gäste waren u. a.: Karoline Herfurth, Nena, Rea Garvey, Jasmin Wagner, Sarah Nuru uvam.
- 2018: Galaveranstaltung am 13. Mai im Münchner ICM als Auftakt der der IFAT mit den Moderatoren Nina Eichinger und Stefan Gödde
  - Prominente Gäste waren u. a.: Andreas Scheuer, ...
  - mit Music Act von Josephin Busch
- 2019: Verleihung der 12. Green Awards am 24. Mai beim 1. GreenTech Festival vom 23.–25. Mai 2019 auf dem ehemaligen Flughafengelände Tempelhof
  - Prominente Gäste waren u. a.: ...
- 2020: Verleihung der 1. Green Awards am beim 2. GreenTech Festival
  - Prominente Gäste waren u. a.: ...
- 2021:

## Preisträger
- 2008: 1.CTMA[21] (3 Kategorien)
  - Kategorie Kultur & Medien: Michael Ballhaus
  - Kategorie Nachhaltigkeit: co2online gGmbH
  - Kategorie Technologie: SkySails GmbH & Co. KG
- 2009: 2.CTMA[22] (4 Kategorien + Sonderpreis)
  - Kategorie Nachhaltigkeit: juwi Holding AG
  - Kategorie Technologie: Enertrag AG
  - Kategorie Kultur und Medien: Klimahaus® Betriebsgesellschaft mbH
  - Kategorie Nachwuchswissenschaftler – TU Braunschweig, Student Jan-Philipp Mai
  - Sonderpreis 2009: DESERTEC Foundation
- 2010: 3.CMTA (5 Kategorien + Sonderpreis)
  - Kategorie Energie: JouleX
  - Kategorie Kommunikation: Triad Berlin Projektgesellschaft mbH
  - Kategorie Lebensstil: checkitmobile GmbH
  - Kategorie Mobilität: car2go GmbH
  - Kategorie Nachwuchs: Berliner Maschinenbaustudenten Ridha Azai
  - Sonderpreis 2010: Elon Musk
- 2011: 4.CMTA (5 Kategorien + Sonderpreis)
  - Kategorie Energie: AUTARCON GmbH mit SuMeWaSYSTEM
  - Kategorie Kommunikation: Raureif GmbH und Fachhochschule Potsdam für die App "EcoChallenge"
  - Kategorie Lebensstil: Bauknecht Hausgeräte GmbH mit dem Projekt GREENKITCHEN
  - Kategorie Mobilität: Allgäuer Überlandwerk GmbH und Hochschule Kempten mit Projekt "eETour Allgäu"
  - Kategorie Nachwuchs: SunnyBag mit den hochwertigen Taschen inkl. Solarpaneelen
  - Sonderpreis 2011: Deutsche Lufthansa AG für das Projekt burnFAIR
- 2012: 5.CMTA (6 Kategorien + Sonderpreis)
  - Kategorie Energie: Smart Hydro Power GmbH (mit Kleinst-Wasserkraftwerke-Projekt)
  - Kategorie Kommunikation: Climate Media Factory (Plattform für Klimawissenschaft)
  - Kategorie Lebensstil: Seccua GmbH (für Trinkwasser-Aufbereitungsanlage)
  - Kategorie Luftfahrt: DLR Stuttgart (für brennstoffzellenbasierte Bordstrom-Versorgung)
  - Kategorie Mobilität: mk group Holding GmbH (Ladesäule für E-Fahrzeuge)
  - Kategorie Nachwuchs: Joulia SA, Schweiz (für Duschwanne mit Wärmerückgewinnung)
  - Sonderpreis (Green Music Award): Morten Harket
- 2013: 6.GTA (8 Kategorien + Sonderpreis)
  - Kategorie Bauen & Wohnen: Solvis/Miele (für Wäschetrockner mit Solarwärme)
  - Kategorie Energie: Ceramic Fuel Cells (mit BlueGEN-Mikro-Kraftwerk)
  - Kategorie Galileo Wissenspreis: One Earth – One Ocean (Projekt Maritime Müllabfuhr)
  - Kategorie Kommunikation: Foodsharing e.V. (Plattform für kostenlose überschüssige Lebensmittel)
  - Kategorie Luftfahrt: Airbus SE (für die multifunktionale Brennstoffzellen-Technologie)
  - Kategorie Mobilität: Flinc (für sein Echtzeit-Mitfahrnetzwerk)
  - Kategorie Produktion: Volkswagen AG (für seine Think Blue-Factory)
  - Kategorie Recycling: 3P Technik Filtersysteme GmbH (für die Reinigung von Straßenabwässern)
  - Sonderpreis (Green Music Award): Rea Garvey für sein „Clear Water Project“ in Ecuador
- 2014: 7.GTA (9 Kategorien + 6 Sonderpreise)[23]
  - Kategorie Automobilität: Continental Reifen Deutschland (Projekt Rubin - aus Löwenzahn Naturkautschuk herstellen)
  - Kategorie Bauen und Wohnen: TU Dresden ( Entwicklung von Carbon Concrete Composite)
  - Kategorie Energie: Younicos & Ökostromanbieter Wemag (Integration erneuerbarer Energien in bestehende Netze)
  - Kategorie Kommunikation: LichtBlick SE & BVB (für Projekt Strom09)
  - Kategorie Lifestyle: Bio Strohhalme GmbH (Entwicklung und Herstellung der Bio-Natur-Strohhalme)
  - Kategorie Luftfahrt: Lufthansa und Land Hessen (für die E-Ports am Flughafen Frankfurt)
  - Kategorie Produktion: Weidmüller Interface GmbH & Co. KG (für die energieeffiziente Verknüpfung von Produktion und Gebäude)
  - Kategorie Recycling und Ressourcen: Saperatec (für die Trennung von Verbundmaterialien durch Mikro-Emulsion)
  - Kategorie Wasser und Abwasser: ATB Umwelttechnologien (für die Stromspar-Kleinkläranlage Puroo)
  - Sonderpreise:
    - Galileo Wissenspreis: Projekt Balkonbienen[24]
    - IFAT Environmental Leadership Award: Club of Rome (für sein Engagement für eine Nachhaltige Zukunft)
    - intelligent urbanization: an chinesische Stadt Anshan (für die energieeffiziente Nutzung von Abwärme im Fernwärmenetz)
    - Musik: an die Gruppe Schiller (für seine Titel, die das Umweltbewusstsein schärfen)
    - Start-up: akvolution GmbH (akvoFloatTM - Projekt zur kostengünstigen Meerwasserentsalzung)
    - WWF: o’pflanzt is! e.V. (Projekt Stadtbiene 2.0[25] - urbaner Gemeinschaftsgarten für ökologische Bienenzucht)
- 2015: 8.GTA (10 Kategorien + 4 Sonderpreise)
  - Kategorie Automobilität: BMW (mit dem multimodaler Routenplaner)
  - Kategorie Bauen & Wohnen: Fraunhofer Institut für Holzforschung, dem Wilhelm-Klauditz-Institut (WKI) (für die Entwicklung natürliches Holzschaums)
  - Kategorie Energie: RWE Deutschland AG (für Smart Country – ein Stromversorgungsnetz der Zukunft)
  - Kategorie Kommunikation: BMW Group (für die Launch-Kampagne zum neuen BMW i8)
  - Kategorie Lifestyle: LittleSun GmbH (für die Entwicklung der Sonnen-Solarlampen)
  - Kategorie Produktion: Qmilch Deutschland GmbH (für die Herstellung der QMILK Faser)
  - Kategorie Recycling & Ressourcen: Berliner Wasserbetriebe (für die Entwicklung des Düngemittels „Berliner Pflanze“, zur Rückgewinnung von Phosphor aus Abwasser)
  - Kategorie Reise: Becker Marine Systems GmbH & Co. KG (für die Erstellung von LNG HYBRID Barge)
  - Kategorie Urbanisierung: TU Darmstadt - Fachbereich IWAR (für die Erstellung von SEMIZENTRAL, eine Infrastrukturlösung für die Städte der Zukunft)
  - Kategorie Wasser & Abwasser: Universität Koblenz-Landau (für die Entwicklung des Hybridkieselgel StressFix)
  - Sonderpreise:
    - Galileo Wissenspreis: Anastasia Bondarenko (für die Umweltmonster-App)
    - Music: Nena
    - Accelerator Startup: Fairphone B.V. (Herstellung und Entwicklung der Fairphones)
    - WWF: Jagdvereins Hubertus Kreis Eschwege e. V. (Projekt Wildkatzenland an Werra und Meißner)
- 2016: 9.GTA (12 Kategorien + 7 Sonderpreise)[26]
  - Kategorie Automobilität: Schaeffler & LuK GmbH &Co. KG ( für die automatisierte Kupplung)
  - Kategorie Bauen & Wohnen: ECOCELL AG ( für den Hausbau mit Altpapier ohne Sand und Kies)
  - Kategorie Bike: Magnic Light (Entwicklung des ersten berührungslosen Felgendynamos)
  - Kategorie Energie: devolo AG (für die Erfassung von Netzzustandsgrößen in Echtzeit)
  - Kategorie Kommunikation: ugly fruits ( für ...)
  - Kategorie Lifestyle: nearBees (Projekt Honig von nebenan)
  - Kategorie Luftfahrt: Airbus Group ( für die Entwicklung eines elektrisch angetriebenes Trainingsflugzeugs)
  - Kategorie Produktion: Heliatek (für die Entwicklung von organischen Solarfolien für Fassaden)
  - Kategorie Recycling & Ressourcen: REMONDIS TetraPhos® (für das Phosphatrecycling aus Klärschlammaschen)
  - Kategorie Reise: Norled (Herstellung der ersten emissionsfreien Fähre der Welt)
  - Kategorie Urbanisierung: STEAG Power Minerals GmbH (für die Entwicklung des photokatalytischen Betonzusatzstoffs Photoment®)
  - Kategorie Wasser & Abwasser: Universität Kassel (mit Projekt „Wasserrucksack Paul“)
  - Sonderpreise:
    - Galileo Wissenspreis: Kiezkaufhaus
    - Green Office by KYOCERA: VAUDE Sport GmbH & Co. KG (für das Projekt Arbeiten im Einklang mit der Natur)
    - IFAT Environmental Leadership Award: State of Green
    - KYOCERA - Grüner Handel: Green IT
    - Music: Thomas D
    - Start-Up: EXYTRON GmbH (Projekt SmartEnergyTechnology® zur umweltfreundlichen Speicherung von Strom)
    - WWF (Galileo Green Youngster Award): Jorma Görns und Simon Lange (mit ihrer Kleinbiogasanlage)
- 2017: 10.GTA (10 Kategorien + 5 Sonderpreise)[27]
  - Kategorie Bauen & Wohnen: Joulia SA (mit Joulia-Inline, einer Duschrinne mit Wärmetauschermodul)
  - Kategorie Energie: BioEnergy International (Wiederverwertung von Brauereirückstände im Projekt „Die grüne Brauerei“)
  - Kategorie Lifestyle: Thriving Green (für den Anbau der Mikroalge Spirulina)
  - Kategorie Kommunikation: jugend denkt um.welt e. V. (für den Einsatz für die weltweite Förderung der Umwelt- und Nachhaltigkeitsbildung)
  - Kategorie Mobilität: iQ Power Licensing (für die integrierter Elektrolyt-Durchmischung in E-Batterien)
  - Kategorie Recycling & Ressourcen: neocomp (für die Verwertung von glasfaserverstärkten Kunststoff-Abfällen)
  - Kategorie Reise: Terragon Environmental Technologies (für die Energieerzeugung aus Schiffsabfällen)
  - Kategorie Sport: Arndt/Klumpp (für die INSTINCT-Sportswear-Kollektionen aus Biostoffen)
  - Kategorie Sustainable Development: Mobisol (für die dezentralen Solarsystemen in Ostafrika)
  - Kategorie Textiles & Fashion: Sportsman’s Delight (für die Outdoor-Bekleidung aus recycelten Polyester)
  - Sonderpreise:
    - Gallileo Wissenspreis: Showerloop (mit der Wasser- und Energie-Recyclingdusche)
    - Kanada: Ballard Power Systems (für die Aberdeen Wasserstoffbusse/Brennstoffzellenbusse)
    - Musik: Samy Deluxe
    - Start-up: CleverShuttle (für ihren umweltfreundlichen Fahrdienst)
    - WWF Galileo Greeen Youngster: Schülerforschungszentrum Nordhessen (für die Untersuchung des Einflusses von Handystrahlung auf das Bienensterben)
- 2018: 11.GTA (8 Kategorien + 4 Sonderpreise)[28]
  - Kategorie Bauen & Wohnen: DAW (für die nachhaltigen Holzveredelungsprodukte auf Basis von Leindotter)
  - Kategorie Energie: MWK Bionik mit BioSol (für die Selbstreinigungsbeschichtung von PV-Anlagen)
  - Kategorie Lifestyle: aha Zweckverband Abfallwirtschaft Hannover (mit dem Projekt Hannoccino, ein Mehrwegbecher-Pfandsystem)
  - Kategorie Mobilität: Alstom (mit dem Coradia iLint – dem CO2-emissionsfreien Wasserstoffzug)
  - Kategorie Recycling und Ressourcen: Association of Lady Entrepreneurs of India (ALEAP) (indische Frauenorganisation zum Recycling von Industrieabfällen)
  - Kategorie Sport: VAUDE Sport (mit der Green Shape Core Collection)
  - Kategorie Sustainable Development: Land Life Company (für die Bekämpfung der Wüstenbildung mit Cocoon)
  - Kategorie Wasser und Abwasser: Enactus Hochschule Bochum (mit Projekt Roots Up – Gewächshaus mit eigener Wasserproduktion)
  - Sonderpreise:
    - Entrepreneur of the Year: Nico Rosberg (für nachhaltiges Engagement als Unternehmer und als Vorreiter für innovative grüne Technologien)
    - Galileo Wissenspreis: BioLab Eberswalde (für die Entwicklung des nachhaltigen Pilz-Materialien als Plastik-Alternative)
    - IFAT Environmental Leadership: Auma Obama (mit ihrer Stiftung Sauti Kuu Foundation)
    - Start-up: Fresh Energy (für das Projekt mit Kilobytes zu weniger kWh)
- 2019: 12.GA - Preisverleihung auf dem 1. GTF
  - Kategorie ...